# プログレスM-02M
プログレスM-02Mはロシア連邦が国際宇宙ステーション(ISS)の補給のために打ち上げたプログレス補給船。NASAではProgress 33、33Pなどと称される。プログレス-M (11F615A60)型の2度目の飛行でありシリアル番号は402であった。
プログレスM-02Mは2009年5月7日18時37分(GMT)、バイコヌール宇宙基地1/5からソユーズ-Uで打ち上げらた。5月12日19時24分(UTC)にISSのピアースモジュールにドッキングした。
6月30日にドッキングを解除し、その後の飛行で科学的実験が行われ、2着のオーランM宇宙服など廃棄する荷物が初めて積まれた。プログレスM-02Mは6月12日に新モジュールMRM-2の到着に向けたドッキングシステムの試験2度目のランデブーを行った。ズヴェズダモジュールのゼニスポートに10-12mほどの位置に到達し、最接近は17時15分(GMT)に行われた。このテストの後、ステーションから離脱した。7月13日15時43分(GMT)に軌道を離脱し大気圏での燃焼を始め、16時28分47秒に太平洋上で燃え尽きた。

## 註
1. ↑  McDowell, Jonathan. “Satellite Catalog”. Jonathan's Space Page. 2014年1月3日閲覧。
2. ↑  “На Байконур доставлены две ракеты "Союз"”.   Roskosmos (2009年3月16日). 2009年4月9日閲覧。 [リンク切れ]
3. ↑  “Second Russian cargo spaceship undocks from ISS”.   Xinhua (2009年7月1日). 2009年6月30日閲覧。
4. ↑  “SuitSat-2 Transforms Into a Satellite - System Integration Begins”.   AMSAT (2009年7月20日). 2009年7月25日時点のオリジナルよりアーカイブ。2009年7月25日閲覧。
5. ↑  “ISS On-Orbit Status”.   NASA SOMD (2009年7月12日). 2009年7月25日閲覧。
6. ↑  Anikeev, Alexander. “Cargo Spacecraft "Progress M-02M"”.   Manned Astronautics - Facts and Figures. 2011年6月19日時点のオリジナルよりアーカイブ。2009年7月25日閲覧。